# Иерофей (патриарх Иерусалимский)
Патриа́рх Иерофе́й (греч. Πατριάρχης Ιερόθεος; ок. 1815, Самос — 23 июня 1882, Иерусалим) — епископ Иерусалимской православной церкви, Патриарх Иерусалимский и всея Палестины (1875—1882).

## Биография
Родом с острова Самос. 19 мая 1875 года становится патриархом Иерусалимским.
При нём внутренние смуты в Иерусалимской Церкви продолжались, поэтому патриарх употребил немало усилий, чтобы умирить свою паству. Главным образом волнения касались болгарского вопроса, в котором патриарх принял сторону греков-фанариотов, признав Константинопольский собор 1872 года. Данная позиция шла вразрез с политикой России, которая способствовала занятию им Патриаршего престола.
Одновременно с этим русское правительство конфисковало святогробские имения в Бессарабии и на Кавказе, посчитав, что управление ими осуществляется не должным образом; это сильно подорвало финансовое положение патриархии, в частности, была закрыта Богословская школа Святого Креста (она была восстановлена в 1881 году, когда русское правительство возвратило Патриархии конфискованные владения).
Скончался в 23 июня 1882 года.